# Blumenfeld
Blumenfeld ist ein Ortsteil der südbadischen Stadt Tengen im Landkreis Konstanz in Baden-Württemberg. Es war bis 1972 eine selbständige Gemeinde mit Stadtrecht und galt daher bis zu seiner Eingemeindung als eine der kleinsten Städte Deutschlands. Als Stadt existierte Blumenfeld vermutlich von der zweiten Hälfte des 13. Jahrhunderts bis 1935 und nochmals von 1957 bis zu seiner Eingemeindung. Durch den Ort fließt das Flüsschen Biber, welches unterhalb von Stein am Rhein in den Hochrhein mündet.

## Geschichte
Erste Zeugnisse einer jungsteinzeitlichen Besiedelung Blumenfelds fanden sich in den Gewannen Einfang sowie Hintere Breiten. Aus der Hallstattzeit stammen 15 Grabhügel im Wald des Gewannes Langholz. Die erste urkundliche Erwähnung erfolgte 1100 als Blumenegg. Das Dorf selbst war aus einer mittelalterlichen Burganlage des 11. Jahrhunderts hervorgegangen und erhielt vermutlich 1275 das Stadtrecht. Die erste gesicherte Nennung der Stadt ist aus dem Jahr 1362: Stat Blumenveld.
Vor 1292 war die Stadt im Besitz der Herren von Blumegg. In einem von 1439 bis 1450 dauernden Städtekrieg wurde die Stadt 1441–1442 vergeblich berannt. Am 7. August 1449 bekam Hans von Klingenberg von König Friedrich III. das Recht, in Blumenfeld Jahrmärkte abzuhalten. Gleichzeitig wurde die Blutgerichtsbarkeit bestätigt. 1488 wurde die Stadt an Wolfgang von Klingenberg, Komtur des Deutschen Ordens auf der Insel Mainau, verpfändet. Im Jahr 1499 belagerten Schweizer Truppen Blumenfeld und die 500 Mann Besatzung mussten zusammen mit den Einwohnern abziehen. Es kam 1511 wieder in den Besitz der Kommende Mainau. Während des Dreißigjährigen Krieges wurde die Stadt mehrmals zerstört, weshalb kein Wohnhaus aus der Zeit vor 1648 mehr erhalten ist. Nur das Schloss sowie teilweise Pfarrkirche und Pfarrhaus sind Bauzeugnisse aus der Zeit vor 1618.
1805 fiel Blumenfeld dem Königreich Württemberg zu. Bereits 1806 wurde es nach der Auflösung der Deutschordenskommende Mainau ein Badisches Bezirksamt. Blumenfeld blieb Bezirksamt bis 1857, welches seinen Sitz im Schloss hatte. Am 1. August 1857 wurde es mit dem Bezirksamt Engen vereinigt. Die Auflösung erfolgte 1936 zusammen mit der Eingliederung in den Landkreis Konstanz. Von 1816 bis 1864 hatte ein Amtsgericht seinen Sitz in Blumenfeld, danach wurde es nach Engen verlegt. Brände zerstörten 1907 Teile des südlichen Bebauungsringes und 1960 des nördlichen Bebauungsringes. 1966 brannte ein Fachwerkhaus neben dem Stadttor nieder.
Die ehemals selbständige Gemeinde wurde am 1. Januar 1973 nach Tengen eingemeindet.

## Politik

### Ortsvorsteher
Ortsvorsteher von Blumenfeld ist Edmund Sturm (Stand: Juli 2011).

### Wappen
| Wappen der ehemals selbständigen Gemeinde Blumenfeld | Blasonierung: „In Silber (weiß) ein gradarmiges schwarzes Tatzenkreuz, belegt mit einem grünen Herzschild, darin eine goldene (gelbe) Lilie.“ |
| Wappen der ehemals selbständigen Gemeinde Blumenfeld | Wappenbegründung: Blumenfeld war im Besitz des Deutschen Ordens, der im 14. Jahrhundert die Stadtrechte verlieh. Die Stadt verwendete nie eigene Siegel, sondern die Siegel des Ordenskommandanten. Das älteste eigene Siegel stammt aus dem Jahr 1840 und zeigt das Wappen Badens, zu dem die Stadt nach 1806 gehörte, mit einer Heiligenfigur. Das redende Wappen zeigt das Kreuz des Deutschen Ordens und als Wappenschild eine „Blume in einem grünen Feld“. Das Blumenfelder Wappen wurde ab 1860 entworfen und 1902 vom Stadtrat angenommen. |

## Kultur und Sehenswürdigkeiten
Schloss
Pfarrkirche St. Michael

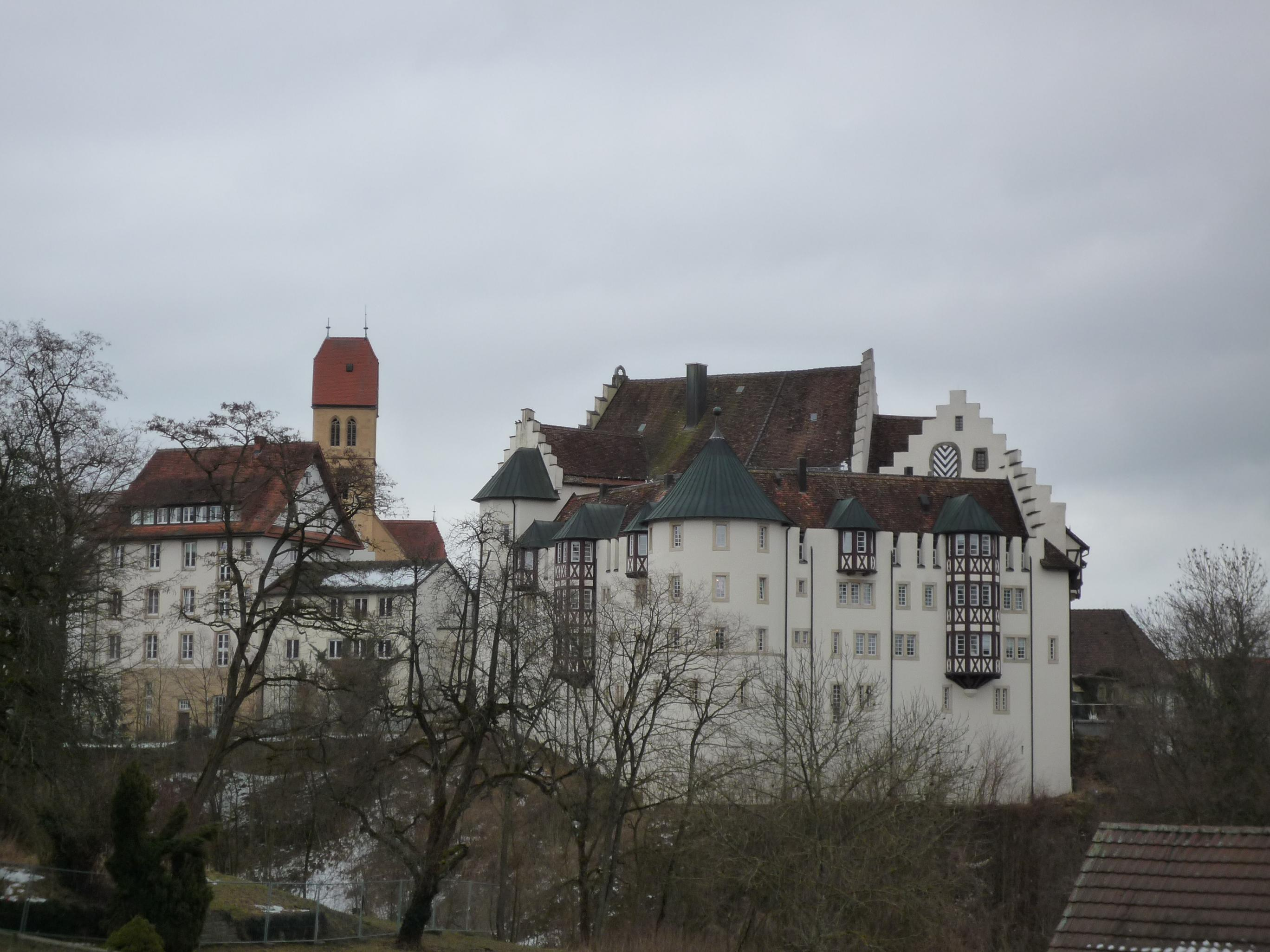
Schloss Blumenfeld

Die Geschichte der Pfarrkirche lässt sich bis 1100 zurückverfolgen. In diesem Jahr wurde die Kirche St. Michael geweiht. Das Dokument darüber ist gleichzeitig die erste Erwähnung Blumenfelds. 1907/1908 erfolgte der Abriss und Neubau der Kirche unter der Leitung des Freiburger Architekten Raimund Jeblinger. Dabei blieb nur der romanische Turm des Gotteshauses erhalten, wurde jedoch aufgestockt und neu gedeckt. Das neugotische Kirchenschiff besteht aus einer Staffelhalle mit vereinzelten Jugendstil-Elementen im Inneren.
Pfarrhaus aus dem 16. Jahrhundert
Über dem Eingang des Pfarrhauses befindet sich ein Wappenstein mit der Jahreszahl 1582. Es finden sich darin Hinweise auf Hugo Dietrich von Hohenlandenberg und Werner Schenk von Stauffenberg.
Kaplaneihaus aus dem 18. Jahrhundert
Das Haus wurde um 1750 gebaut und bis 1857 immer wieder umgebaut. In diesem Jahr wurde die Kaplanei aufgehoben. Bei dem Haus befindet sich ein Bannstein. Dessen Hoheitszeichen, eine Steinscheibe mit Kreuzrelief, blieb erhalten. Der vermutete Standort war das Ende der Brücke zum Stadttor hin.
Schul- und Rathaus
Das Gebäude wurde zu Beginn des 19. Jahrhunderts neu gebaut und beherbergt heute die Ortschaftsverwaltung, den Bürgersaal und ein kleines Schlachthaus.
Stadttor aus dem 17. Jahrhundert
Die Errichtung des Stadttores war um 1600. Allerdings ist der Oberbau jüngeren Datums.
Nepomukstatue
Auf der Brücke befindet sich eine Nepomuk-Statue aus dem mittleren 18. Jahrhundert.
Grabmalstatue „Fides“
Erschaffen um 1750, steht sie heute unter einem Schutzdach der Kirche.

## Persönlichkeiten
- Wilhelm Hamburger (1821–1904), deutsch-österreichischer Industrieller, Pionier der Papiererzeugung, geboren in Blumenfeld
- Natascha Ungeheuer (* 1937), Malerin, geboren in Blumenfeld
- Andreas Gruschke (1960–2018), Fotograf und Tibetologe, geboren in Blumenfeld